# Unteriberg
Unteriberg je obec ve švýcarském kantonu Schwyz. Žije zde přibližně 2 400 obyvatel.

## Geografie

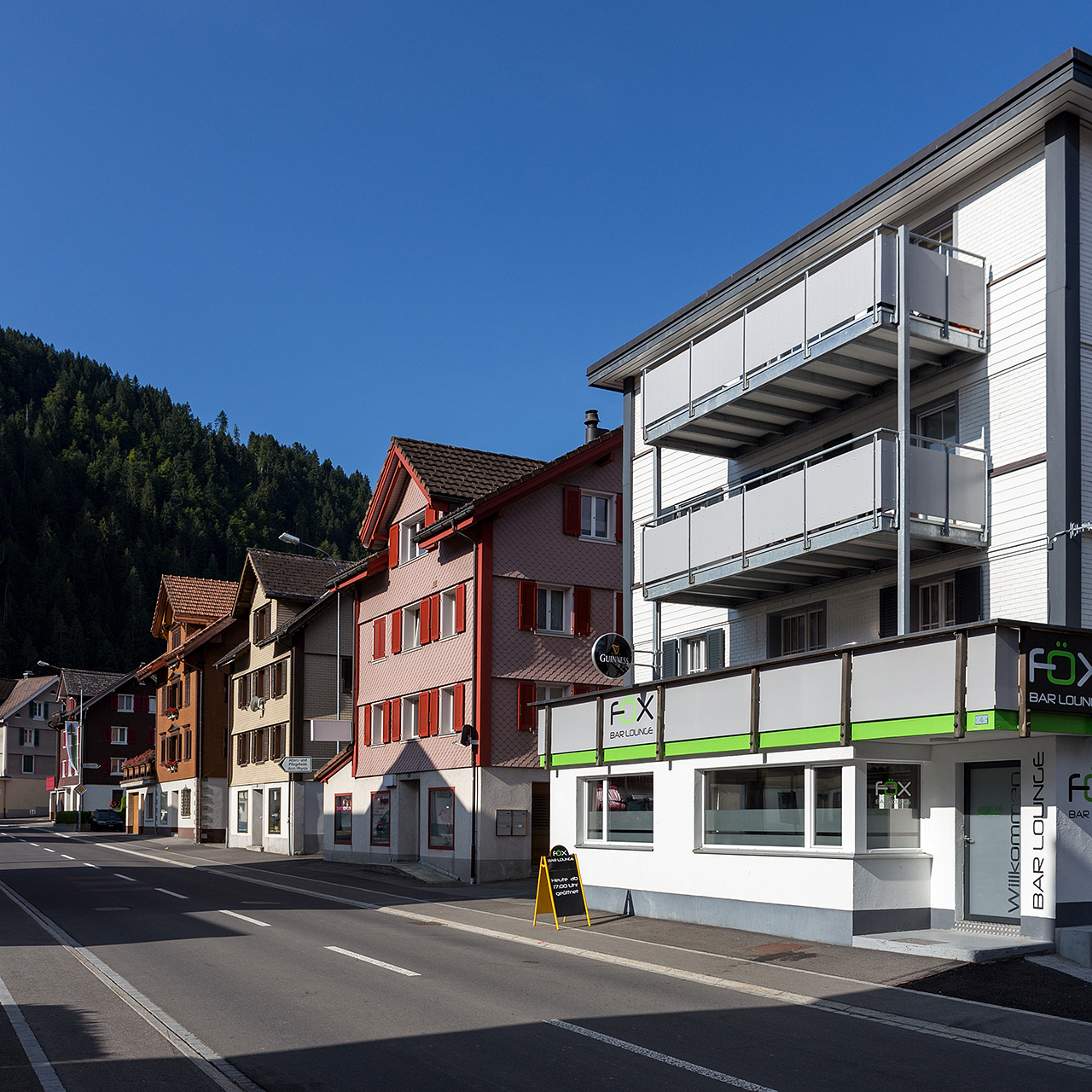
Centrum obce

V Unteribergu se spojují údolí řek Sihl, Waag a Minster. Tvoří zde náplavovou rovinu. Během poslední doby ledové utvářely terén také ledovcové jazyky z ledovce Sihlgletscher. Dnešní oblast jezera Sihlsee a celé dno údolí bylo původně oblastí vyvýšeného rašeliniště. O tom svědčí i názvy polí s přídomkem Ried. Kromě dna údolí mají pro zemědělství velký význam bezlesé vysokohorské pastviny na svazích údolí a kopcovitá krajina směrem k vrcholům Drusberg, Fluebrig a Stock.
Obec Unteriberg leží v nadmořské výšce kolem 900 metrů a v oblasti zvané Höch-Hund se rozkládá až do výšky 2215 metrů nad mořem. Lesní plochy zabírají 35 %, 45 % rozlohy obce je využíváno pro zemědělství a 18 % je neproduktivních.

## Historie
První zmínka o Ibergu pochází z roku 1397. Název byl odvozen od tisu červeného (německy Eibe), který je v Unteribergu běžným jehličnanem. Dřevo tohoto stromu se tehdy díky svým vlastnostem používalo k výrobě nástrojů a zbraní.
Po dlouhých sporech byla bývalá obec Iberg v roce 1884 kantonálním referendem rozdělena na Oberiberg a Unteriberg. Tím se Unteriberg stal nejmladší samostatnou obcí v kantonu Schwyz. Ačkoli je tato oblast dostupná ze Schwyzu pouze přes Ibergeregg, byla až do vybudování moderních silnic v roce 1855 spojena spíše se Schwyzem než s Einsiedelnem.
Farní kostel sv. Josefa byl vysvěcen v roce 1873 a obnoven v letech 1980–1991, na samostatnou farnost byl Unteriberg povýšen v roce 1885. K množství sakrálních památek patří také kaple svaté Magdalény v Ochsenbodenu (1606), svaté Otýlie (1758), Syti (polovina 19. století), Bodenu (polovina 19. století) a Hirsche (1907).
První silnice do Einsiedelnu byla postavena v letech 1855–1859, od roku 1867 do obce jezdil dostavník, který zajistil spojení s Einsiedelnem nastalo. V roce 1877, kdy byla otevřena železniční trať Einsiedeln–Wädenswil (–Curych). Dostavník byl v roce 1923 nahrazen autobusem. V letech 1906 a 1910 prošly údolím Waagtal záplavy, které údolí značně poškodily; v roce 1921 v Unteribergu vyhořela část vesnice. První školní budova byla postavena v roce 1875 (nová budova v roce 1971).

## Obyvatelstvo
| Vývoj počtu obyvatel | Vývoj počtu obyvatel | Vývoj počtu obyvatel | Vývoj počtu obyvatel | Vývoj počtu obyvatel | Vývoj počtu obyvatel | Vývoj počtu obyvatel | Vývoj počtu obyvatel | Vývoj počtu obyvatel | Vývoj počtu obyvatel |
| -------------------- | -------------------- | -------------------- | -------------------- | -------------------- | -------------------- | -------------------- | -------------------- | -------------------- | -------------------- |
| Rok                  | 1888                 | 1900                 | 1950                 | 1960                 | 1970                 | 1980                 | 1990                 | 2000                 | 2005                 |
| Počet obyvatel       | 1400                 | 1414                 | 1213                 | 1251                 | 1344                 | 1504                 | 1821                 | 2200                 | 2289                 |

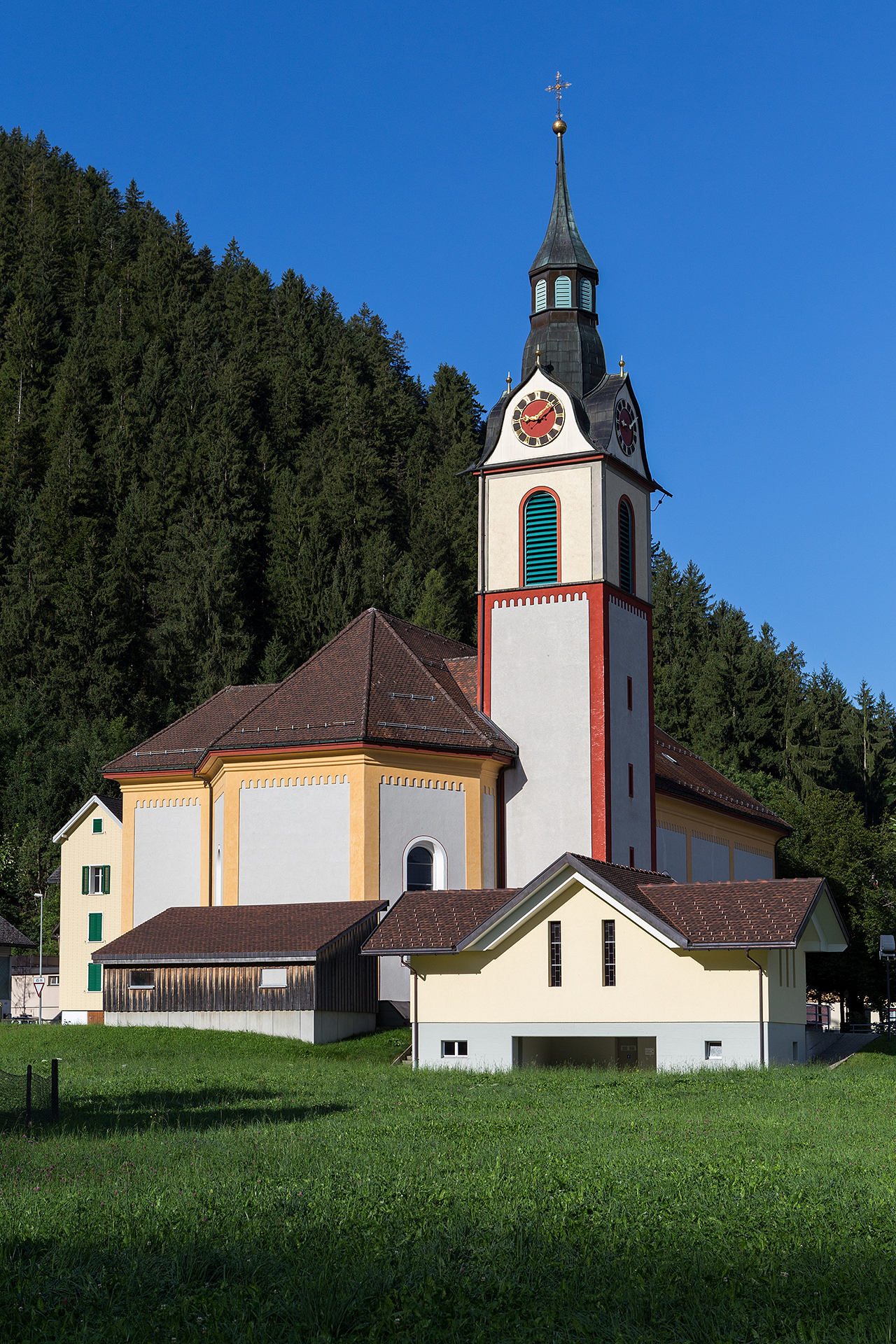
Kostel

Většina obyvatel (k roku 2000) hovoří německy (98,2 %), druhá nejčastější je portugalština (0,4 %) a třetí albánština (0,3 %). Devět desetin obyvatel se hlásí k římskokatolické církvi, desetina k evangelické reformované církvi a asi 1 % k jinému náboženství nebo k jiné církvi.

## Hospodářství
V Unteribergu po staletí převládalo zemědělství a lesnictví; ještě v roce 2005 se první sektor podílel na 21 % pracovních míst v obci. Zatímco na počátku 20. století byl Unteriberg klimatickým lázeňským místem, na počátku 21. století převládl zimní cestovní ruch, který vyvolal čilou stavební činnost. V jinak převážně zemědělské obci Unteriberg vznikly dřevozpracující podniky, včetně několika truhlářských a tesařských dílen a pil. Výstavba lanové dráhy Hesisbohl, nyní nazývané Hoch-Ybrig, přinesla do údolí rozmach. Důležitým hospodářským faktorem je zde zejména v zimě cestovní ruch.
V Ochsenbodenu se nachází zkušební centrum společnosti Rheinmetall Defence a golfový klub Ybrig, který byl otevřen v roce 2000. Tovární střelnici továrny na obráběcí stroje Oerlikon-Bührle AG, založené v roce 1953, převzala v roce 1990 společnost RWM Schweiz AG (dříve Oerlikon Contraves Pyrotec AG). Mezi hlavní úkoly zkušebního střediska patří rozsáhlé zkoušky zbraní, munice a dalších vojenských systémů. V 60. letech 20. století se ve zkušebním středisku Ochsenboden prováděly střelecké zkoušky s uranovou municí.
V přibližně 190 podnicích je zaměstnáno 55 % pracovní síly, 45 % dojíždí do Einsiedelnu nebo do curyšské aglomerace.

## Doprava
Při cestě silniční dopravou je nejbližší napojení na dálnici A3 v Richterswilu nebo přes celoročně otevřenou silnici Ibergereggstrasse v Seewenu. Do Einsiedelnu k železniční stanici Schweizerische Südostbahn (SOB) a v létě také do Schwyzu jezdí poštovní autobusy.

## Osobnosti
- Patricia Faesslerová (* 1974), modelka
- Wendy Holdenerová (* 1993), lyžařka